# Semantica operazionale
La semantica operazionale descrive l'esecuzione di un programma attraverso transizioni definite direttamente sul linguaggio del programma. Questo tipo di formalismo è concettualmente simile all'interpretazione vera e propria in cui abbiamo una macchina astratta e le istruzioni applicano transizioni di stato in questa macchina. Abbiamo dunque una sequenza di passi computazionali definita per ogni programma (che può essere non deterministica) e che viene generata solitamente con l'applicazione di un insieme di regole di inferenza sull'insieme delle istruzioni stesso.
In questa semantica i programmi:
```
a=1; b=0
```

e
```
a=1;
b=0
```

sono equivalenti (hanno lo stesso significato), ma il programma:
```
b=0; a=1
```

non è equivalente (anche se il risultato finale è equivalente, le azioni non hanno avuto luogo nello stesso ordine).